# Highways
Highways es una ciudad y nagar Panchayat situada en el distrito de Theni en el estado de Tamil Nadu (India). Su población es de 4882 habitantes (2011). Se encuentra a 55 km de Theni.

## Demografía
Según el censo de 2011 la población de Highways era de 4882 habitantes, de los cuales 2485 eran hombres y 2397 eran mujeres. Highways tiene una tasa media de alfabetización del 83,74%, superior a la media estatal del 80,09%: la alfabetización masculina es del 91,09%, y la alfabetización femenina del 76,04%.